# Caccia di Diana
Caccia di Diana è un poemetto in terzine di Giovanni Boccaccio.
Non si conosce la datazione precisa del poema anche se la critica la attribuisce con sicurezza al periodo napoletano, quindi tra le prime opere del giovane Boccaccio. Secondo Mario Marti l'opera è stata "composta intorno al 1334 o poco dopo, quando cioè l'autore aveva appena superato i suoi vent'anni".

## Struttura dell'opera
Il poema è strutturato in diciotto canti composti da cinquantotto versi, tranne il terzo che ne è composto da sessantuno ed è il risultato della mescolanza di diversi tipi della letteratura latina medievale e della letteratura volgare di quel periodo.

## Trama
La narrazione è fatta in prima persona e il poema inizia con la descrizione della primavera. Mentre il protagonista sta pensando come fare per ripararsi dai colpi d'amore che possono amareggiare il cuore,
rivestono ogni prato e l'aere chiaro

ride per la dolcezza che 'l ciel move,

sol pensando mi stava che riparo

potessi fare ai colpi che forando

mi gian d'amor il cuor con duolo amaro;

quando mi parve udir venir chiamando

un spirito gentil volando forte»
viene  distolto da una voce che, in modo soave, chiama ad unirsi le donne della corte di Diana. Arrivano le donne più belle della corte di Roberto d'Angiò che vengono tutte nominate tranne l'ultima alla quale viene dato l'incarico di guida.
più ch'altra per la sua somma virtute,

che tutte l'altre accresce e rinvigora,

fu l'ultima chiamata, e per salute

dell'altre, quasi com'una guardiana,

avanti gio per guidarle tute...»
Le donne, dopo essersi raccolte intorno alla dea, si dividono in gruppi e iniziano la caccia che viene descritta per quattordici canti. Quando giunge il mezzogiorno, Diana dà l'ordine di sospendere la caccia e invita le donne  a riposarsi e a rendere sacrifici a Giove.
Ma l'ultima donna dichiara di preferire fare sacrifici in onore di Venere e invoca la dea che appare e, riconoscente per la fedeltà a lei dimostrata dalle donne, fa apparire dalle fiamme del rogo approntato per i sacrifici alcuni giovani allegri e piacenti.
A chiusura del poema chi legge viene a conoscenza che la voce narrante appartiene a quella di un cervo che sarà trasformato da Venere in una creatura umana e offerto alla donna.
che gli altri usciti dello ardente agone;

e vidimi alla bella donna offerto,

e di cervio mutato in creatura

umana e razionale esser per certo»

## Tematica
Il tema che viene sviluppato nell'opera è quello del contrasto tra castità e amore e della forza di quest'ultimo che riesce a tramutare l'uomo da animale dotato solo d'istinto in un essere dotato anche di intelligenza.
La tematica affrontata dall'autore e che verrà riproposta nel Decameron e nell'Amorosa visione, è ripresa da Omero e Ovidio oltre che dai romanzi degli ellenistici, come Achille Tazio e Senofonte Efesio, e da quelli cortesi.